# Przysietnica (Stary Sącz)
Przysietnica ist eine Ortschaft mit einem Schulzenamt der Gemeinde Stary Sącz im Powiat Nowosądecki der Woiwodschaft Kleinpolen, Polen.

## Geographie
Der Ort liegt am Przysietnicki Potok (Bach) unter den Sandezer Beskiden (Beskid Sądecki).
Die Nachbarorte sind Skrudzina im Nordwesten, Moszczenica Wyżna im Norden, Barcice Górne im Osten, Rytro im Südosten.

## Geschichte
Der Ort wurde wahrscheinlich im Jahre 1280 als Presecznica erstmals urkundlich erwähnt. Er gehörte ursprünglich zu den Klarissen in Stary Sącz, seit dem 14. Jahrhundert gehörte er zur Starostei in Bartnice.
Schon im Jahre 1770 besetzten habsburgische Truppen das Dorf und es wurde an das Königreich Ungarn angeschlossen. Nach der Ersten Teilung Polens kam Barcice zum neuen Königreich Galizien und Lodomerien des habsburgischen Kaiserreichs (ab 1804).
Im Jahre 1900 hatte das Dorf 981 Einwohner, davon ale polnischsprachig und römisch-katholisch.
1918, nach dem Ende des Ersten Weltkriegs und dem Zusammenbruch der k.u.k. Monarchie, kam Przysietnica zu Polen. Unterbrochen wurde dies durch die Besetzung Polens durch die Wehrmacht im Zweiten Weltkrieg, während der es zum Generalgouvernement gehörte.
Von 1975 bis 1998 gehörte Przysietnica zur Woiwodschaft Nowy Sącz.